# シュミガドーン!
シュミガドーン！(Schmigadoon!)はシンコ・ポールとケン・ダウリオによるアメリカのコメディドラマシリーズ。1940年代から1950年代にかけて上演されたミュージカルをパロディー化した作品であり、2021年7月16日より動画配信サービスApple TV+にて配信されている。
主演はセシリー・ストロングとキーガン＝マイケル・キーで、製作総責任者を兼ねるポールが全ての歌曲を作曲している。

## あらすじ
バックパック旅行中のカップルは、シュミガドゥーンと呼ばれる魔法の町を発見する。そこは黄金時代のミュージカルの中の世界で、彼らは真実の愛を見つけるまでそこを去ることができないと気づく。タイトルとコンセプトは、1947年に上演されたミュージカル『ブリガドーン』(Brigadoon)のパロディーである。

## キャスト
※括弧内は日本語吹替。
- メリッサ・ギンブル - セシリー・ストロング（藤田奈央）：ニューヨークの医師。ジョシュの恋人。
- ジョシュ・スキナー - キーガン=マイケル・キー（小森創介）：ニューヨークの医師。メリッサの恋人。
- アロイシウス・メンラブ - アラン・カミング（広田勇二）：同性愛者であることを隠しているシュミガドーンの市長
- フローレンス・メンラブ - アン・ハラダ：市長を大切にしているが欲求不満の妻
- ハワード・レイトン - フレッド・アーミセン（岩崎正寛）：伝道師
- ミルドレッド・レイトン - クリスティン・チェノウェス（杉村理加）：伝道師の妻。「ミュージックマン」のシン夫人がモデル。
- ダニー・ベイリー - アーロン・トヴェイト（益山武明）：町の不良で遊園地の呼び込み。「回転木馬」のビリー・ビゲロウがモデル。
- ベッツィ・マクドナー - ダヴ・キャメロン（渡谷美帆）：農夫のマクドナーの7人の娘の一人。「オクラホマ!」のアド・アニーがモデル。
- エマ・テイト - アリアナ・デボーズ（高野菜々）：シュミガドーンの女教師。「ミュージックマン」のマリアン・パルーがモデル。
- ドク・ホルヘ・ロペス - ハイメ・カミーユ：医師
- ガブリエレ・フォン・ブレルコム女伯爵 - ジェーン・クラコウスキー）：裕福な女性。「サウンド・オブ・ミュージック」の男爵夫人がモデル。
- レプラコーン - マーティン・ショート[6]：魔法の小人。「フィニアンの虹」のオグがモデル。

## エピソード
| 話数 | タイトル | 監督                   | 脚本                                                  | 公開日        |
| ---- | --- | ---------------------- | ----------------------------------------------------- | ------------- |
| 1    | シュミガドーン！ "Schmigadoon!" | バリー・ソネンフェルド | シンコ・ポール&ケン・ダウリオ                         | 2021年7月16日 |
| 1    | メリッサ・ギンブル（セシリー・ストロング）とジョシュ・スキナー（キーガン＝マイケル・キー）は、ニューヨークに住む医師。出会いのきっかけは自動販売機を蹴ったら中のお菓子が全部出てきたこと。しかし長い付き合いで二人の関係は次第にぎくしゃくしてきた。ある日、二人は関係改善のバックパック旅行に出かけるが、大雨に見舞われて道に迷い、さらにメリッサのハートのシンボルをジョシュが無くしたことでひどい口論になる。 突然石の橋が見え、それを渡ると一見のどかなシュミガドーンという町があった。そこでは皆が1940年代や1950年代のミュージカルのように振舞っていた。メリッサはミュージカルが好きなので乗るが、ジョシュはそれが気に入らない。メリッサは地元の遊園地で働くダニー・ベイリー（アーロン・トヴェイト）にも好意を抱く。翌朝、メリッサとジョシュは帰ろうとするが、帰れないことに気づく。レプラコーン（マーティン・ショート）が歌で、「真実の愛」を見つけるまでシュミガドーンを出られないと告げる。 |                        |                                                       |               |
| 2    | ささいなケンカ "Lovers' Spat" | バリー・ソネンフェルド | シンコ・ポール&ケン・ダウリオ、ジュリー・クラウスナー | 2021年7月16日 |
| 2    | シュミガドーンから出られないことがわかった途端にメリッサとジョシュは口論になり、歌を歌う町の人々の助けもむなしく別れてしまう。 散歩に出かけたメリッサは、シュミガドーン町長のアロイシウス・メンラブ（アラン・カミング）を見つける。彼はゲイであることを隠していることを暗示するような激しい歌で彼女を元気づける。彼女はふっきるようにジョシュのハートのシンボルを思いきり遠くに投げる。 一方、ジョシュは色白ブロンドの色っぽいウェイトレス、ベッツィー（ダヴ・キャメロン）に興味を持つ。彼女はバスケット・オークションにバスケットを出すと彼に告げる。 オークションの最中にメリッサはスパイス入りのパンチに酔っぱらい、ジョシュはベッツィーを落札する。メリッサは自分をオークションに出し、ダニーに落札される。 その夜ジョシュは自分が未成年者と付き合っていることを知り、気まずくなる。そしてベッツィーの父親にショットガンを突きつけられる。 |                        |                                                       |               |
| 3    | 橋を渡りたい "Cross That Bridge" | バリー・ソネンフェルド | ジュリー・クラウスナー、ボーエン・ヤング              | 2021年7月23日 |
| 3    | 翌朝、メリッサが目を覚ますと、ダニーが朝食を作ってくれていた。しかし、彼女は彼を一夜限りの相手としか見ておらず、彼が将来の子どもについて独り言を言っている間に彼の元を去る。一方、ジョシュはベッツィーと早くも婚約する。ミルドレッド（クリスティン・チェノウェス）が偏見から彼らの宿屋への出入りを禁止して、二人とも宿泊を拒否されてしまい、町を出るか住む場所を探すしかなくなる。 ジョシュはベッツィーが真実の愛の相手かどうかを確かめるために橋を渡ろうとするが失敗し、他の女性たちと再挑戦するがすべて失敗する。メリッサは市長夫人（アン・ハラダ）に助けを借りにいき、この町唯一の医者が看護師を探していると聞くが、医師である彼女にとっては不本意だ。 ジョシュは突然農夫のマクドナーに捕まり、ショットガンを持って追いかけられる。レイトン牧師（フレッド・アーミセン）の教会に隠れたジョシュは、ふと、一緒に橋を渡らなかったシュミガドーンの女教師エマ・テイト（アリアナ・デボーズ）に気づく。メリッサはドク・ロペス（ハイメ・カミーユ）に看護師として雇ってくれるよう頼みに行き、一瞬にして恋に落ちる。                                                                                        |                        |                                                       |               |
| 4    | 突然の出来事 "Suddenly" | バリー・ソネンフェルド | シンコ・ポール&ケン・ダウリオ、ケイト・ガーステン     | 2021年7月30日 |
| 4    | 回想：ジョシュとメリッサは、友人が主演するオフ・オフブロードウェイの舞台から逃げ出し、お互いに愛を告白する。 シュミガドーンでは、ジョシュは下宿代と引き換えにエマ・テイトの新しい便利屋になる。彼女は厳しいが彼に彼自身を信じるように勧め、ベッツィーの父親からも救ってくれる。メリッサは看護師として働き始める。保守的で頭の固いドク・ロペスが妊娠中の未婚の女性ナンシーの診察を拒否したため、メリッサが彼女とそのボーイフレンドに妊娠の知識を教え、ジョシュと一緒に出産を手伝う。メンラブ町長が町民にカミングアウトする。メリッサに敬意を持ったドク・ロペスは態度を軟化させ、彼女に愛を告白する。一方エマは、舌足らずな弟カールソンを親切に助けて自信をつけさせてくれたジョシュを愛していることを認める。 |                        |                                                       |               |
| 5    | 災いと争い "Tribulation" | バリー・ソネンフェルド | アリソン・シルバーマン                                | 2021年8月6日  |
| 5    | 回想：フェローシップに採用されなかったジョシュをメリッサが慰めるが、彼は彼女の言い間違いを馬鹿にし、その夜謝る。 シュミガドーンでは、ミルドレッド・レイトンが「よそ者」のせいで町が堕落すると不安を煽り、町長選への立候補を表明する。ドク・ロペスの華やかな婚約者である女伯爵ガブリエラ・フォン・ブレルコム（ジェーン・クラコウスキー）が突然都会から戻ってくる。メリッサは女伯爵が「サウンド・オブ・ミュージック」のように快く身を引いてくれるものと思っていたが、彼女はメリッサをドライブに連れて行き、銃を突きつけてメリッサを田舎に置き去りにする。メリッサは、ジョシュに失くされたと思いこんでいたハートのシンボルを自分のリュックの中に発見し、ドリーム・バレエのシーンが始まるのを止めて追い払ってしまう。エマはジョシュに、実は自分はカールソンの母親であり、未婚で妊娠したため両親から勘当されたことを打ち明ける。それを聞いたカールソンは逃げ出してしまう。ジョシュは森の中で彼を探すが、ダニーが待ち伏せしていてジョシュを地面に叩きつける。そこでジョシュはメリッサが湖の向こうに投げた自分のハートのシンボルを見つける。                                                               |                        |                                                       |               |
| 6    | 成長の時 "How We Change" | バリー・ソネンフェルド | シンコ・ポール&ケン・ダウリオ                         | 2021年8月13日 |
| 6    | ジョシュはカールソンを見つけ、二人はどうしたら良い関係になれるかを話し合う。そこへエマがやってきて、カールソンと一緒に橋を渡ってジョシュとの生活を始めようと提案する。ロペスはメリッサを探しにきて、伯爵夫人よりも彼女を選ぶと宣言するが、メリッサはジョシュとの関係を守りたいと考えている。一方、ジョシュは自分も同じことを望んでいることに気づく。 町ではミルドレッドが町長選挙に勝つ寸前だったが、メリッサに続いてジョシュもやってきて、投票は中断する。彼女は別れたことを謝り、彼は歌で愛をささげ、ふたりは一緒に踊ってキスをする。ミルドレッドはふたりを糾弾するが、エマはふたりが町の人々に本当の自分を受け入れることを教えてくれたと言い、自分がカールソンの母親であることを発表する。ミルドレッドがナンシーの母親であることや、レイトン牧師がメンラブ町長に想いを寄せていることなど、他の町民も長年の秘密を明かす。ミルドレッドはかんしゃくを起こし、町長は大差でメンラブが再選される。メリッサはミルドレッドに「今からでも遅くない」と言い、町はより現代的な音楽でその進歩を祝う。手をつないで橋に近づくジョシュとメリッサだが、彼らがシュミガドーンを出られるかどうかは明らかにされない。 |                        |                                                       |               |

## プロダクション
2020年1月、セシリー・ストロングが主演とプロデュースを務めることが発表され、Apple TV+でのシリーズオーダーが確定間近となった。10月には、キーガン＝マイケル・キー、アラン・カミング、フレッド・アーミセン、クリスティン・チェノウェス、アーロン・トヴェイト、ダヴ・キャメロン、アリアナ・デボーズ、ハイメ・カミーユ、ジェーン・クラコウスキー、アン・ハラダがキャストに加わった。
シンコ・ポールは20年以上前からこのドラマのアイデアを持っていたが、当時はミュージカルを見つけるのは2人の男性だった。それが「真実の愛を見つけることができるまでそこに立ち往生しているカップル」に変わったことで、ピタリと当てはまったという。ポールとセシリー・ストロングは、このドラマはミュージカルの知識を必要とせず、ミュージカルになじみのない視聴者にも楽しんでもらえるものだと述べた。 
ポールはシリーズのオリジナル音楽をすべて作曲し、制作総責任者も務める。また、バリー・ソネンフェルドが監督を務め、製作総指揮も担当する。主演の他に、セシリー・ストロングがプロデューサーを務め、ケン・ダウリオがコンサルティングプロデューサー兼脚本家を務める。アンドリュー・シンガーはブロードウェイビデオ社を代表してローン・マイケルズとともに製作総指揮となっている。 ポールとダウリオに加えて、アリソン・シルバーマン、ジュリー・クラウスナー、ケイト・ガーステン、ボーエン・ヤンも脚本家として参加している。第1シーズンは2019年の夏に執筆された。
撮影は2020年10月13日にバンクーバーで始まり、12月10日に終了した。
第1シーズンは全6話で、2021年7月16日に最初の2話が公開され、その後は毎週金曜日に新しいエピソードが1話ずつ公開された。 
バックグラウンドミュージックはクリストファー・ウィリスが作曲した。

## 参照
1. 1 2  ““Schmigadoon!” to premiere this summer on Apple TV+” (英語). Apple TV+ Press. 2021年6月22日閲覧。
2. ↑  Edwards, Belen. "The original songs in Schmigadoon! perfectly capture the joy of musicals", Mashable, July 22, 2021
3. ↑  BWW News Desk (2021年4月30日). “Breaking: Broadway-Packed SCHMIGADOON! Musical Series Will Premiere This July on Apple TV+ - First Look!”. BroadwayWorld. 2021年4月30日閲覧。
4. ↑  “Schmigadoon! - Cast and Crew” (英語). Apple TV+ Press. 2021年6月22日閲覧。
5. ↑  N'Duka (2021年2月19日). “'Schmigadoon!' First Look: Creator Cinco Paul On Why The Show Is "A Love Letter To Golden Age Musicals" – TCA”. Deadline. 2021年2月20日閲覧。
6. ↑  Apple TV+ (2021年4月30日). “Lorne Michaels' Apple Original Musical Comedy Series "Schmigadoon!," Starring Cecily Strong and Keegan-Michael Key, to Premiere Globally July 16 on Apple TV+”. The Futon Critic. 2021年5月1日閲覧。
7. ↑  Andreeva (2020年1月30日). “Cecily Strong To Star In Musical Comedy Nearing Series Order At Apple”. Deadline. 2020年10月1日閲覧。
8. ↑  Petski (2020年10月1日). “Keegan-Michael Key, Alan Cumming, Fred Armisen, Kristin Chenoweth Among 10 Cast For Apple Musical Comedy Project Starring Cecily Strong”. Deadline. 2020年10月1日閲覧。
9. ↑  N'Duka, Amanda (2021年2月19日). “‘Schmigadoon!’ First Look: Creator Cinco Paul On Why The Show Is “A Love Letter To Golden Age Musicals” – TCA” (英語). Deadline. 2021年6月22日閲覧。
10. ↑  “https://twitter.com/fleabaged/status/1223103824832778240”. Twitter. 2021年6月22日閲覧。
11. ↑  “https://twitter.com/cincopedia/status/1364620442632286209”. Twitter. 2021年6月22日閲覧。
12. ↑  “REOPENING: Apple TV+ Series SCHMIGADOON Starts Filming In Vancouver With Cecily Strong & Cast of Comedians & Broadway Stars”. HollywoodNorth.buzz (2020年10月13日). 2020年12月4日閲覧。
13. ↑  “Christopher Willis Scoring Apple TV+’s ‘Schmigadoon!’ | Film Music Reporter” (英語). 2021年6月22日閲覧。